# Revolta de Koshamain
A Revolta de Koshamain (コシャマインの戦い Koshamain no tatakai) foi uma revolta armada entre os ainus e os japoneses, ocorrida na península de Oshima no sul de Hokkaido, Japão, em 1457. Iniciada de uma disputa por uma espada, Koshamain e seus seguidores saquearam doze fortes no sul de Ezo antes de serem derrotados por forças superiores sob o comando de Takeda Nobuhiro. O principal registro do conflito é o Shinra no Kiroku.